# Suddenly (singolo Billy Ocean)
Suddenly è un brano musicale soul-R&B inciso nel 1984 dal cantante trinidadiano Billy Ocean e pubblicato l'anno seguente come singolo estratto dall'album omonimo. Autori del brano sono lo stesso Billy Ocean e Keith Diamond.
Il singolo, pubblicato su etichetta Jive Records e prodotto da Keith Diamond, raggiunse il quarto posto delle classifiche nel Regno Unito.

## Significato del testo
(Suddenly (1984))
Si tratta di una canzone d'amore: il protagonista, che aveva sempre pensato che il vero amore esistesse solo nelle fiabe, si ritrova a vivere un'intensa storia, che pensa durerà per sempre. E dice che improvvisamente (suddenly) la vita assume per lui un nuovo significato.

## Tracce
7"
1. Suddenly – 3:52
2. Lucky Man – 4:16

12" Jive
1. Suddenly – 3:52
2. Lucky Man (Extended) – 6:07

12" Liberation
1. Suddenly – 3:53
2. Lucky Man (Extended) – 3:58
3. European Queen (No More Love On The Run) – 3:40
4. African Queen (No More Love On The Run) (edizioni musicali 3:40)

## Classifiche
| Classifica    | Posizione massima | Nr. di settimane |
| ------------- | ----------------- | ---------------- |
| Germania      | 50                | 9                |
| Nuova Zelanda | 38                | 6                |
| Paesi Bassi   | 20                | 11               |
| Regno Unito   | 4                 |                  |

## Cover
Tra gli artisti che hanno inciso una cover del brano, figurano (in ordine alfabetico):
- Anita Dobson (1986)
- Gloria Gaynor (1986)
- Marti Pellow (2011)
- Montgomery Smith (2001; versione strumentale)

## Il brano nella cultura di massa
- Il brano, nella versione originale di Billy Ocean, è stato inserito in alcuni episodi degli anni ottanta della soap opera Sentieri (Guiding Light)[5]